# Tom Starke
Tom Peter Starke (ur. 18 marca 1981 we Freitalu) – niemiecki piłkarz występujący na pozycji bramkarza. Zawodnik Bayernu Monachium.

## Kariera klubowa
Starke treningi rozpoczął w wieku 7 lat w klubie Stahl Freital. W 1989 roku przeszedł do juniorów Dynama Drezno. W 1999 roku trafił do rezerw Bayeru 04 Leverkusen, a rok później został włączony do pierwszej drużyny Bayeru, grającej w Bundeslidze. W grudniu 2003 roku został wypożyczony do Hamburgera SV, również z Bundesligi. W tych rozgrywkach zadebiutował 13 marca 2004 roku w wygranym 2:0 ligowym meczu z Werderem Brema. Zagrał tam w 2 meczach, a latem 2004 roku powrócił do Bayeru. W sumie spędził tam 7 lat. W tym czasie nie rozegrał tam żadnego spotkania.
W styczniu 2006 roku Starke odszedł do drugoligowego SC Paderborn. Jego barwy reprezentował przez 1,5 roku. Przez ten czas zagrał tam w 47 ligowych meczach. Latem 2007 roku przeniósł się do beniaminka Bundesligi, ekipy MSV Duisburg. Pierwszy ligowy mecz zaliczył tam 12 sierpnia 2007 roku przeciwko Borussii Dortmund (3:1). W 2008 roku spadł z zespołem do 2. Bundesligi. W Duisburgu występował jeszcze przez 2 lata.
W 2010 roku Starke podpisał kontrakt z pierwszoligowym TSG 1899 Hoffenheim. W jego barwach w Bundeslidze zadebiutował 21 sierpnia 2010 roku w wygranym 4:1 spotkaniu z Werderem Brema.
W 2012 roku przeszedł do Bayernu Monachium. W sezonie 2016/2017 zdobył 5. z rzędu tytuł mistrza Niemiec z Bayernem Monachium. Po sezonie 2016/2017 zakończył piłkarską karierę.
21 września 2017 wznowił karierę i powrócił do drużyny z Bawarii z powodu kontuzji Manuela Neuera. 1 lipca 2018 zakończył piłkarską karierę na stałe.

## Kariera reprezentacyjna
W latach 2002–2004 Starke rozegrał 12 spotkań w reprezentacji Niemiec U-21.

## Kariera trenerska
1 lipca 2015 Starke został trenerem bramkarzy zespołu trampkarzy Bayernu Monachium. Pełnił tę funkcję przez 2 sezony. Dwa lata później, czyli 1 lipca 2017 został trenerem bramkarzy drużyny młodzieżowej Bayernu Monachium do lat 19.